# كلايد بيك
كلايد بيك (بالإنجليزية: Clyde Beck)‏ هو لاعب كرة قاعدة أمريكي، ولد في 6 يناير 1900 في Bassett, California ‏ في الولايات المتحدة، وتوفي في 15 يوليو 1988 في تيمبل سيتي في الولايات المتحدة.

## وصلات خارجية
- كلايد بيك على موقع جمعية أبحاث البيسبول الأمريكية (الإنجليزية)